# Heteropolygonatum
Heteropolygonatum M.N.Tamura & Ogisu – rodzaj roślin z rodziny szparagowatych (Asparagaceae). Należy do niego 12 gatunków, występujących na obszarze południowych Chin, Tajwanu, Hajnanu i Wietnamu.

## Morfologia
PokrójWieloletnie rośliny zielne, epifity, o wysokości do 1 metra.
PędyPoziomo pełzające, paciorkowate, mięsiste kłącze. Łodyga jednoroczna, podnosząca się lub łukowato wygięta, prosta.
LiścieŁodygowe, naprzemianległe, krótkoogonkowe, całobrzegie.
KwiatyWyrastające z kątów liści i wierzchołkowo, zwykle w parach, czasem pojedynczo lub zebrane po 3–6 w groniasty lub nieco baldachowaty kwiatostan. Kwiaty obupłciowe, sześciokrotne, zwisłe. Okwiat rurkowaty lub dzwonkowaty, różowawy lub białawy. Listki okwiatu zachodzące na siebie, zrośnięte do połowy swojej długości lub nieco dłużej. Pręciki położone w dwóch okółkach po trzy; te w zewnętrznym okółku krótsze. Nitki pręcików nitkowate, przyległe do listków okwiatu na niemal całej długości. Pylniki lancetowate, skierowane do wewnątrz. Zalążnia elipsoidalna, górna, trójkomorowa. Szyjka słupka smukła, zwieńczona znamieniem główkowatym lub trójklapowanym.
OwocePomarańczowe, kulistawe do jajowatych jagody.
Gatunki podobneRośliny przypominają z wyglądu kokoryczkę, od której różnią się pręcikami różnej długości, zachodzącymi na siebie listkami okwiatu oraz obecnością wierzchołkowych kwiatostanów.
GenetykaPodstawowa liczba chromosomów x wynosi 16.

## Systematyka
Pozycja systematycznaRodzaj z plemienia Polygonateae w podrodzinie Nolinoideae w rodzinie szparagowatych Asparagaceae.
Wykaz gatunków
- Heteropolygonatum alte-lobatum (Hayata) Y.H.Tseng, H.Y.Tzeng & C.T.Chao
- Heteropolygonatum alternicirrhosum (Hand.-Mazz.) Floden
- Heteropolygonatum anomalum (Hua) Floden
- Heteropolygonatum ginfushanicum (F.T.Wang & Tang) M.N.Tamura, S.C.Chen & Turland
- Heteropolygonatum hainanense Floden
- Heteropolygonatum marmoratum (H.Lév.) Floden
- Heteropolygonatum ogisui M.N.Tamura & J.M.Xu
- Heteropolygonatum parcefolium (F.T.Wang & Tang) Floden
- Heteropolygonatum pendulum (Z.G.Liu & X.H.Hu) M.N.Tamura & Ogisu
- Heteropolygonatum roseolum M.N.Tamura & Ogisu
- Heteropolygonatum wugongshanensis G.X.Chen, Ying Meng & J.W.Xiao
- Heteropolygonatum xui W.K.Bao & M.N.Tamura

## Znaczenie użytkowe
Kłącze Heteropolygonatum ginfushanicum wykorzystywane jest leczniczo w Chinach m.in. w przypadkach suchego kaszlu i bolesności kolan.